# Роберт Торкельссон
Роберт Оррі Торкельссон (ісл. Róbert Orri Þorkelsson, нар. 3 квітня 2002, Рейк'явік, Ісландія) — ісландський футболіст, захисник клубу МЛС «Монреаль Імпакт» та молодіжної збірної Ісландії.

## Клубна кар'єра
Роберт Оррі Торкельссон є вихованцем столичного клубу «Афтурельдінг», де він почав грати у моолдіжному складі у 2014 році. Перший матч в основі Роберт провів у травні 2018 року у турнірі Кубок Ісландії. лише за рік він дебютував у Першому дивізіоні чемпіонату Ісландії.
Перед початком сезону 2020 року футболіст як вільний агент приєднався до клубу Вищого дивізіону «Брейдаблік». Влітку 2021 року футболіст переїхав до Канади, де підписав контракт з клубом МЛС «Монреаль Імпакт». Перша гра Роберта у новому клубі відбулася у березні 2022 року у рамках ліги чемпіонів КОНКАКАФ проти мексиканського «Крус Асуль».

## Збірна
З 2018 року Роберт Торкельссон є постійним гравцем юнацьких та молодіжної збірниї Ісландії.